# Lista de membros associados da Academia Brasileira de Ciências empossados em 1983
Esta lista contém os nomes dos membros associados da Academia Brasileira de Ciências empossados em 1983. 
A categoria de associados foi extinta na reforma estatutária ocorrida em 1999. Ambas as categorias titular e associado são de caráter vitalício. 
| Imagem | Nome                      | Datas de nascimento e falecimento | Local de nascimento | Área de especialização | Alma mater | Data de posse         | Conhecido por                           | Referências |
| ------ | ------------------------- | --------------------------------- | ------------------- | ---------------------- | ---------- | --------------------- | --------------------------------------- | ----------- |
|        | Norma Maria da Costa Cruz | 01 de outubro de 1938             | Montes Claros, MG   | Ciências da Terra      | UFRJ       | 25 de janeiro de 1983 | Foi orientada por Josué Camargo Mendes. | [ 3 ]       |